# Campionati del mondo di ciclismo su strada 2015 - Cronometro femminile Elite
La cronometro femminile Elite dei Campionati del mondo di ciclismo su strada 2015 è stata corsa il 22 settembre negli Stati Uniti, con partenza ed arrivo a Richmond, su un percorso totale di 29,9 km. L'oro è andato alla neozelandese Linda Villumsen che ha vinto la gara con il tempo di 40'29"87 alla media di 44,299 km, argento alla olandese Anna van der Breggen e a completare il podio la tedesca Lisa Brennauer.
Partite ed arrivate 44 cicliste al traguardo.

## Classifica (Top 10)
| Pos. | Corridore            | Squadra       | Tempo     |
| ---- | -------------------- | ------------- | --------- |
| 1    | Linda Villumsen      | Nuova Zelanda | 40'29"87  |
| 2    | Anna van der Breggen | Paesi Bassi   | a 2"54    |
| 3    | Lisa Brennauer       | Germania      | a 5"26    |
| 4    | Katrin Garfoot       | Australia     | a 9"32    |
| 5    | Kristin Armstrong    | Stati Uniti   | a 20"58   |
| 6    | Evelyn Stevens       | Stati Uniti   | a 26"58   |
| 7    | Ellen van Dijk       | Paesi Bassi   | a 53"98   |
| 8    | Alena Amjaljusik     | Bielorussia   | a 1'06"03 |
| 9    | Ann-Sophie Duyck     | Belgio        | a 1'19"20 |
| 10   | Trixi Worrack        | Germania      | a 1'19"41 |